# GTV上野中継局
GTV上野中継局（ジーティブイうえのちゅうけいきょく）は、群馬県多野郡上野村に置かれていたアナログテレビ中継局。

## 中継局

### アナログ放送
| 放送局名      | チャンネル | 空中線電力        | ERP             | 放送対象地域 | 放送区域内世帯数 |
| GTV群馬テレビ | 45ch       | 映像10w /音声2.5W | 映像24W /音声6W | 群馬県       | 不明             |

- 2011年7月24日の停波を以って廃局となった。

### デジタル放送
- 非該当である

## 置局住所
- 多野郡上野村勝山（新羽北東高地）